# Patrick Swayze
Patrick Wayne Swayze (18. srpna 1952 Houston, Texas – 14. září 2009 Los Angeles, Kalifornie) byl americký filmový herec a taneční hvězda v Hollywoodu 80. a 90. let 20. století a v začátku 21. století.

## Rodinný původ a soukromý život
Jeho matka Patricia (Patsy) Swayze byla profesionální tanečnice v texaském Houstonu, později choreografka a taneční pedagožka v Hollywoodu. Otec Jessie Wayne Swayze byl zprvu rodeový kovboj, pak se stal kresličem stavebních výkresů. Zemřel předčasně v 57 letech.
První baletní průpravu získal Patrick Swayze v dětství v taneční škole své matky Patricie Swayze. Tanec posléze studoval i na baletních školách v New Yorku. Profesionálně tančit začal v zájezdovém divadle Disney on Parade, nicméně tak jako mnoho jiných amerických herců a tanečníků posléze pracoval na newyorské Broadwayi. Později začal vystupovat v amerických televizních seriálech. Mezi americké herecké hvězdy jej vynesl právě film Hříšný tanec z roku 1987.
V roce 1975 se oženil s tanečnicí, později herečkou a režisérkou Lisou Niemi (rozenou Haapaniemi), se kterou žil až do své smrti.
V roce 2008 mu byla diagnostikována rakovina slinivky břišní. Následně podstoupil chemoterapii a nové terapeutické postupy. Zemřel 14. září 2009 v losangeleském rodinném sídle.

### Rodiče a sourozenci
- Patsy Helen Swayze – matka
- Jessie Wayne Swayze – otec (zemřel ve věku 57 let)

- Vicky Lynn Swayze – sestra (zemřela v roce 1994, sebevražda)
- Donald Carl Swayze – bratr (rovněž herec)
- Sean Kyle Swayze – bratr
- Bambi (Bo Ra Song) – sestra (Korejka, adoptovaná)

## Filmová kariéra
V letech své slávy byl jedním z nejúspěšnějších filmových herců a tanečníků ve Spojených státech. Českým filmovým divákům je patrně nejvíce znám z filmů Hříšný tanec (Dirty Dancing) a Duch (Ghost).

### Filmografie
- 1979 Skatetown U.S.A. – role: Ace Johnson
- 1981 Návrat rebelů (Return of the Rebels) – role: K.C. Barnes
- 1982 M*A*S*H – role: Gary Sturgis
- 1982 Odpadlíci (Renegades) – role: bandita
- 1982 The Comeback Kid – role: Chuck
- 1983 Sedm neohrožených (Uncommon Valor) – role: Kevin Scott
- 1983 The Outsiders – role: Darrel Curtis
- 1984 Grandview – role: Ernie (Slam) Webster
- 1984 Rudý úsvit (Red Dawn) – role: Jed Eckert
- 1984 Offsides – role: Doug Zimmer
- 1985 Sever a Jih – role: Orry Main
- 1985 Neuvěřitelné příběhy (Amazing Stories) – role: Eric Peterson
- 1986 Youngblood – role: Derek Sutton
- 1986 Sever a Jih 2 (North and South) – role: Orry Main
- 1987 Hříšný tanec (Dirty Dancing) – role: Johnny Castle
- 1987 Ocelový meč (Steel Dawn) – role: Nomad
- 1988 Tiger Warsaw – role: Chuck (Tiger) Warsaw
- 1988 Swayze Dancing – hraje sám sebe
- 1989 Hrozba smrti (Road House) – role: Dalton
- 1989 Nejbližší příbuzenstvo (Next of Kin) – role: Truman Gates
- 1990 Duch (Ghost) – role: Sam Wheat
- 1991 Bod zlomu (Point Break) – role: Bodhi
- 1992 Město radosti (City Of Joy) – role: Dr. Max Lowe
- 1993 Táta lump (Father Hood) – role: Jack Charles
- 1994 Machři (Tall Tale) – role: Pecos Bill
- 1995 Tři muži v negližé (To Wong Foo) – role: Vida Boheme
- 1995 Tři přání (Three Wishes) – role: Jack McCloud
- 1998 Dopisy od vraha (Letters From a Killer) – role: Race Darnell
- 1998 Černý pes (Black Dog) – role: Jack Crews
- 2000 Lulu se vrací (Forever Lulu) – role: Ben Clifton
- 2001 Donnie Darko – role: Jim Cunningham
- 2002 Probuzení v Reno (Waking Up In Reno) – role: Roy Kirkendall
- 2003 Poslední tanec (One Last Dance) – role: Travis MacPhearson
- 2003 Zkurvená noc (11:14) – role: Frank
- 2003 Doly krále Šalamouna (King Solomon's Mines) – role: Allan Quatermain
- 2004 Hříšný tanec 2: Havana night – taneční instruktor
- 2004 Legenda o Jiřím a drakovi (George and the Dragon) – role: Garth
- 2005 Ikona (Icon) – role: Jason Monk
- 2005 Univerzální uklízečka (Keeping Mum) – role: Lance
- 2006 The Fox and the Hound 2 – dabing
- 2007 Christmas in Wonderland – role: Wayne Saunders
- 2007 Jump – role: Richard Pressburger
- 2008 Powder Blue – role: Velvet Larry